# بونگایگائون
بونگایگائون (به انگلیسی: Bongaigaon) یک منطقهٔ مسکونی در هند است که در بخش بونگایگائون واقع شده‌است. بونگایگائون ۱۴ کیلومتر مربع مساحت و ۱۲۹٬۸۹۴ نفر جمعیت دارد و ۶۲٫۶ متر بالاتر از سطح دریا واقع شده‌است.